# وليد فواز
وليد فواز (17 ديسيمبر 1980)، ممثل مصري.

## حياته
بدأت علاقة وليد فواز بالفن منذ صغره، حيث كانت أولى خطواته في عالم الأداء من خلال الوقوف على خشبة المسرح. انطلق بعد ذلك ليشارك في عدة أعمال فنية متنوعة، مما ساهم في تشكيل خبرته الفنية. إلا أن انطلاقته الحقيقية جاءت في شهر رمضان عام 2010، حيث قدم ثلاث مسلسلات تلفزيونية شهيرة، مما جعله يحقق شهرة واسعة ويصبح معروفًا للجمهور.
جاءت المحطة الأهم في مسيرته الفنية في عام 2013، عندما قدم أداءً مميزًا لشخصية الشيخ معتمد في العمل الذي كتبه الكاتب الكبير وحيد حامد. لقد نال أداؤه استحسانًا كبيرًا من قبل الجمهور والنقاد على حد سواء، مما جعله يبرز كواحد من أهم الممثلين في جيله. ومع مرور السنوات، أثبت وليد فواز نفسه كفنان موهوب، يتمتع بقدرة استثنائية على تجسيد الشخصيات المتنوعة، مما جعله يحتل مكانة رفيعة في الساحة الفنية.

## من أعماله

### المسلسلات
- صوت وصورة
- جدار القلب
- قاتل بلا أجر
- الهروب من الغرب
- مجنون ليلى «حكايات بنعيشها»
- حرمت يا بابا ضيف شرف
- منتهى العشق
- اهل كايرو
- ريش نعام
- كابتن عفت «حكايات بنعيشها»
- ماما في القسم
- سيرة حب
- الشحرورة
- أبواب الخوف
- رقم مجهول
- سيدنا السيد
- المنتقم
- بدون ذكر أسماء
- السبع وصايا
- حارة اليهود
- أزمة نسب
- السهام المارقة
- طاقة نور شعبان العشماوي
- فكرة بمليون جنيه
- 7 أرواح
- لحم غزال
- ملوك الجدعنة عنتر أبو ستة
- برغم القانون

### الأفلام
- زهايمر
- المصلحة
- بعد الطوفان
- دماغ شيطان
- من ضهر راجل
- السفاح

## روابط خارجية
- وليد فواز على موقع IMDb (الإنجليزية)
- وليد فواز على موقع الدهليز
- وليد فواز على موقع قاعدة بيانات الأفلام العربية
- وليد فواز على موقع قاعدة بيانات الفيلم (الإنجليزية)